# Thielavia australiensis
Thielavia australiensis är en svampart som beskrevs av Tansey & M.A. Jack 1975. Thielavia australiensis ingår i släktet Thielavia och familjen Chaetomiaceae.   Inga underarter finns listade i Catalogue of Life.